# Rotstekeningen van Zuojiang Huashan
Het cultuurlandschap met rotstekeningen van Zuojiang Huashan (花山壁画; pinyin: Huāshān bìhuà) is een Werelderfgoed in Guangxi, in het zuiden van China. De rotstekeningen zijn op 38 locaties aangebracht op de kalkstenen rotsen aan de westelijke oever van de Ming, een zijrivier van de Zuo (左江; pinyin: Zuǒjiāng). Het gebied maakt deel uit van het natuurreservaat Nonggang. Tijdens de 40e sessie van de Commissie voor het Werelderfgoed in juli 2016 werden de rotstekeningen en hun directe omgeving tot Werelderfgoed benoemd.

## Beschrijving
Het grootste beschilderde oppervlak heeft een breedte van ongeveer 170 meter en een hoogte van ongeveer 40 meter. Het telt zo'n 1900 afbeeldingen in ongeveer 110 groepen. Ze stellen vooral mensen voor, maar ook dieren, trommels, zwaarden, messen, bellen en schepen. De menselijke figuren zijn doorgaans tussen de 60 en 150 centimeter groot, maar één figuur meet drie meter. De afbeeldingen zijn geschilderd in een mengsel van rode oker, dierlijk lijm en bloed.
Men vermoedt dat de rotstekeningen zijn aangebracht in de 6e eeuw v.Chr. tot de 2e eeuw na Chr., in de Periode van de Strijdende Staten tot de late Han-dynastie. Mogelijk beelden veel van de schilderingen het leven en riten af van de Lạc Việt, de voorouders van de huidige Zhuang, die destijds in de vallei van de Zuo leefden.
Chinese Muur · Heilige berg Taishan · Verboden Stad · Paleis van Mukden · Mogaogrotten · Mausoleum van de eerste Qin-keizer · Vindplaats van de Pekingmens in Zhoukoudian · Berglandschap van Huang Shan · Jiuzhaigou-vallei · Huanglong · Wulingyuan · Bergresidentie en afgelegen tempels van Chengde · Tempel en begraafplaats van Confucius en het huis van de familie Kong in Qufu · Oud gebouwencomplex in de Wudangbergen · Historisch ensemble van het Potala-paleis in Lhasa · Jokhangtempel · Norbulingkatempel · Nationaal park Lushan · Landschap rond de berg Emei, inbegrepen het gebied van de Grote Boeddha van Leshan · Oude stad Lijiang · Oude stad Pingyao · Suzhou · Zomerpaleis, een keizerlijke tuin in Peking · Tempel van de hemel, een keizerlijk offeraltaar in Peking · Rotssculpturen van Dazu · Wuyigebergte · Oude dorpen in zuidelijk Anhui - Xidi en Hongcun · Keizerlijke paleizen van de Ming- en Qing-dynastieën in Peking en Shenyang · Grotten van Longmen · Qingcheng en Dujiangyan-irrigatiesysteem · Grotten van Yungang · Beschermd gebied van drie parallelle rivieren in Yunnan · Hoofdsteden en graven van het oude koninkrijk Koguryo · Historisch centrum van Macau · Reservaten van de reuzenpanda in Sichuan · Yinxu · Diaolou en dorpen in Kaiping · Zuid-Chinese karstlandschap · Tulou in Fujian · Nationaal park Sanqingshan · Wutai Shan · Cultuurlandschap van het Westelijke Meer van Hangzhou · Tian Shan in Xinjiang · Cultuurlandschap van rijstterrassen van de Hani in Honghe · Het Grote Kanaal · Zijderoute: het wegennetwerk van de Chang'an-Tiensjancorridor · Sites van de Tusi · Cultuurlandschap met rotstekeningen van Zuojiang Huashan · Hubei Shennongjia · Qinghai Hoh Xil · Gulangyu: een historische internationale nederzetting · Fanjingshan · Archeologische ruïnes van de stad Liangzhu · Trekvogelreservaten langs de kust van de Gele Zee en de Golf van Bohai · Quanzhou